# 青木村図書館
青木村図書館（あおきむらとしょかん）は、長野県小県郡青木村の村立図書館。

## 概要
1983年10月に開館し、現在の建物は2003年3月に竣工、5月に開館した。特徴としては「義民林文庫」、「義民横山文庫」、「義民青木村文庫」、「義民百姓一揆山田文庫」など、江戸時代の義民に関する文庫も設けている。上田地域図書館情報ネットワーク（エコール）に加盟しており、周辺市町村（上田市・東御市・坂城町・長和町）の図書館や公民館図書室、長野大学附属図書館等の資料の貸出しや返却が可能である。五島慶太未来創造館（青木村歴史文化資料館・青木村民俗資料館）と隣接し、一帯で文化施設ゾーンを形成している。

## 建物構造
- 構造 : 木造[1]
- 延床面積 : 636m2[1]

## 利用情報
- 開館時間 - 9:30 - 18:00（土日曜日は9:30 - 17:30）
- 休館日 - 毎週月曜日、祝日、毎月末日、蔵書点検期間、年末年始